# Großpürschütz
Großpürschütz là một đô thị thuộc huyện Saale-Holzland, trong bang Thüringen, Đức. Đô thị Großpürschütz có diện tích 3,97 km².